# Борщагівський хіміко-фармацевтичний завод
Публічне акціонерне товариство «Науково-виробничий центр „Борщагівський хіміко-фармацевтичний завод“» (ПАТ «НВЦ „Борщагівський ХФЗ“») — одне з провідних підприємств фармацевтичної промисловості України, яке розташоване в Києві.

## Історія
У 1947 році в селі Микільська Борщагівка на околиці Києва розпочала роботу невелика артіль, що випускала лікарські засоби, продукти харчування та деякі товари широкого вжитку.
1960 року підприємство отримало статус заводу та перейшло до виробництва винятково фармацевтичних препаратів.
1976 року Борщагівський хіміко-фармацевтичний завод увійшов до складу фармацевтичного об'єднання «Дарниця».
1993 року Борщагівський ХФЗ вийшов зі складу фармацевтичного об'єднання «Дарниця». Того ж року розпочалася приватизація підприємства, яка завершилася у 1994 році. В Україні на той час склалася надзвичайно важка економічна ситуація, у підприємства не було грошей і перспектив розвитку, фактично завод перебував на межі краху.
У 1994 році з американською компанією «R&J Trading International, Inc», яку представляли колишні українці Джекоб Ямпель та Ростислав Фурман, було створено спільне підприємство АТЗТ БХФЗ з розподілом часток 50 на 50. Головою правління спільного підприємства обрали Людмилу Безпалько.
1995 року кілька працівників СП зареєстрували нове підприємство — ТОВ «Науково-виробничий центр „Борщагівський хімфармзавод“» (ТОВ «НВЦ „БХФЗ“») — до статутного фонду якого внесли майно, передане СП в тимчасове користування. Директор новоствореного підприємства Людмила Безпалько, яка на той час залишалася директором спільного підприємства, внесла доповнення до статуту спільного підприємства й уклала договори, за якими українсько-американське СП продало новоорганізованому НВЦ «БХФЗ» більш як 3,5 тис. акцій та сплатило близько 820 тис. грн дивідендів. Таким же чином на баланс новоствореного підприємства було передано майже все майно спільного підприємства.
1997 року ТОВ «НВФ „БХФЗ“» було перетворено на ЗАТ.
«R&J Trading International, Inc.» подавала позов про розмиття її частки в СП, однак арбітражний суд Києва 1997 року визнав спільне підприємство банкрутом, а 2000 року, після тривалої судової тяганини, Вищий арбітражний суд України остаточно затвердив це рішення. Американські акціонери ініціювали також кримінальне переслідування керівництва БХФЗ, зокрема, Людмили Безпалько, яку вони вважали організатором протиправних дій. У ситуацію втрутився тодішній секретар РНБО Євген Марчук і врешті-решт усі кримінальні справи було закрито за відсутністю складу злочину. Не допомогли американським інвесторам ні особисте звертання американського посла до Президента Леоніда Кучми, ні розгляд питання на міждержавній комісії Кучма—Гор, ні заява американського конгресмена Бена Найтгорса Кемпбелла в Сенаті.
У 2002 році на підприємстві було проведено сертифікаційний аудит на відповідність правилам Належної виробничої практики (англ. Good Manufacturing Practice, GMP) щодо виробництва, контролю, зберігання й транспортування стерильних ін'єкцій антибіотиків і антибіотиків у капсулах, лабораторію контролю якості. (Аудитор — «Certipharm», Франція).
У 2003 році було проведено сертифікаційне інспектування виробництва стерильних порошків антибіотиків у флаконах і антибіотиків у капсулах на відповідність вимогам GMP ЄС, рекомендаціям PIC/S, з урахуванням вимог GMP ВООЗ (сертифікат № 1 і сертифікат № 2, Державна служба лікарських засобів і виробів медичного призначення МЗ України)[джерело?].
У 2004 році на підприємстві впроваджено автоматизовану систему керування виробництвом і ресурсами MFG/PRO[джерело?].
На підприємстві впроваджена інтегрована фармацевтична система якості (IPQS), яка об'єднує вимоги стандартів[ангажоване джерело]:
- GMP (належна виробнича практика),
- GDP (належна практика дистрибуції),
- GSP (належна практика зберігання),
- G(Q)CLP (належна лабораторна практика контролю якості),
- ISO 9001 (система управління якістю),
- ISO 14001 (система екологічного керування),
- ISO 17025 (загальні вимоги до компетентності випробувальних та калібрувальних лабораторій),
- ISO 50001 (система енергетичного менеджменту),
- OHSAS 18001 (система управління охороною здоров'я і безпекою праці),
- SA 8000 (соціальна відповідальність)[9],
- Регламент Європейського Парламенту і Ради (ЄС) № 852/2004 від 29.04.2004 з гігієни харчових продуктів, в тому числі принципи НАССР (аналіз експлуатаційної безпеки та критичні контрольні точки), та враховує елементи системи IMPAC 10000 (система управління, що націлена на підвищення ефективності роботи підприємства та зниження витрат ресурсів).

Отримані сертифікати відповідності стандартам ISO 9001, ISO 14001, OHSAS-18001 видані компетентним сертифікаційним органом SGS S.A., (Швейцарія)[джерело?].

## Власники
Засновниками були 325 працівників заводу й американські інвестори в особі компанії «R&J Trading International, Inc». Обидві сторони володіли рівно половиною акцій СП АТЗТ «БХФЗ», проте українські засновники витіснили американців. З 2001 року 30 % підприємства перебували у власності міста Києва.
2005 року найбільшими акціонерами були територіальна громада Києва (29,9488 %) та дочірнє підприємство «Натуропрепарат» ЗАТ «ВОЛО» (28,4514 %).
У листопаді 2008 року правління БХФЗ повідомило про намір продати пакет розміром до 69 %.
Навесні 2010 року керівництво заводу повідомило про продаж двох пакетів, 2103 акції (20,3169 %) та 2201 акція (21,2636 %), компаніям «Lenik Group S.A.» та «Beldor Group S.A.» відповідно. Останні зареєстровані на Британських Віргінських Островах.
Восени 2010 року Київська міська держадміністрація (КМДА) почала готувати для продажу пакет, який належав місту (3100 акцій, 29,94 %). У вересні 2011 року Київська міська рада включила цей пакет до програми приватизації на 2011—2012 рік.
2012 року КМДА очікувала отримати від продажу близько 300 млн грн, стартову ціну для аукціону визначили в розмірі 278,331 млн грн. Але аукціон 17 жовтня 2012 року не відбувся через відсутність покупців. КМДА зменшила стартову ціну пакета на 10 % і виставила його на повторний аукціон, однак охочих придбати його так і не знайшлося.
Для третього аукціону КМДА зменшила стартову ціну до 143 млн 200 тис. грн та мала намір отримати від продажу близько 200 млн грн. Аукціон планували спочатку на 28 травня 2014 року, але 26 травня на пакет акцій було накладено арешт. Аукціон перенесли на 27 лютого 2015 року, а потім — на 20 березня 2015. Аби уникнути непрозорих чи корупційних схем, КМДА намагалася організувати аукціон максимально публічно. Торги мали відбутися в електронному вигляді з онлайн-трансляцією, щоб усі зацікавлені могли спостерігати за перебігом. На пресконференції заступник голови КМДА Михайло Радуцький також повідомив, що з 2003 року київська міська влада отримала від володіння пакетом БХФЗ усього 23 млн гривень дивідендів. Заявки на аукціон подали п'ять компаній, але до торгів було допущено лише дві, які внесли заставу. На торгах ціна пакета зросла до 171,844 млн. грн. Переможцем аукціону стала компанія «Куб», яка представляла інтереси фармацевтичної компанії Дарниця.
| Акціонер                      | Розташування                            | Частка, % |
| ----------------------------- | --------------------------------------- | --------- |
| ЛЕНІК ГРУП С. А.              | Тортола, Роуд Таун, Мейн Стріт, буд. 90 | 20,3169   |
| БЕЛДОР ГРУП С. А.             | Тортола, Роуд Таун, Мейн Стріт, буд. 90 | 21,2636   |
| Фармацевтична фірма «Дарниця» | м. Київ, вул. Бориспільська, буд. 13    | 29,9488   |
| ТОВ «Натуропрепарат»          | м. Київ, вул. Б. Хмельницького, буд. 9  | 1,7196    |

1. ↑  Решта акцій (26,7511 %) належала 256 фізичним особам.

Наприкінці січня 2016 року Антимонопольний комітет України надав «Дарниці» дозвіл на придбання акцій БХФЗ, яке перевищує 50 %. Аналітики сподівалися, що через деякий час «Дарниця» об'єднається з БХФЗ, але наступного місяця пресслужба БХФЗ заперечила цю інформацію.
15 червня 2016 року акціонери фармацевтичної фірми Дарниця опублікували в газеті «Голос України» звернення до невеликих акціонерів БХФЗ із пропозицією про викуп їхніх акцій за ціною 80 тис. грн за штуку.
Наступного дня (16 червня) у пресцентрі БХФЗ було опубліковано повідомлення спостережної ради підприємства, яка не рекомендувала акціонерам приймати пропозицію «Дарниці».
У другому півріччі 2016 року «Дарниця» тричі ініціювала скликання позачергових зборів акціонерів для розгляду питань про дострокове переобрання членів спостережної ради БХФЗ та про оцінку роботи генерального директора. Позачергові збори не відбулися через відсутність кворуму.
2018 року акціонерами ПАТ «НВЦ „Борщагівський ХФЗ“» були понад 200 осіб, частина з яких працювала на підприємстві. Крім того, частина акцій належала членам родин співробітників та пенсіонерам.
Того ж 2018 року Борщагівський хіміко-фармацевтичний завод подав позов про визнання недійсним продажу 30 % пакета акцій підприємства Дарницькій фармацевтичній фірмі. З такими ж вимогами до суду звернулося кілька міноритарних акціонерів БХФЗ, частина з яких входила до складу менеджменту компанії. Але 2020 року, після розгляду справи в кількох інстанціях, Верховний Суд остаточно підтвердив законність придбання «Дарницею» акцій.

## Керівництво
До 14 лютого 2018 року генеральним директором ПАТ «НВЦ „Борщагівський ХФЗ“» була Безпалько Людмила Василівна.
13 лютого 2018 року під час позачергових загальних зборів акціонерів БХФЗ було ухвалено рішення обрати новим генеральним директором компанії Здаревську Юлію Михайлівну, яка раніше обіймала посаду головного економіста БХФЗ.
13 лютого 2021 року генеральним директором призначено Михайла Пасічника.

## Структура підприємства
У структурі ПАТ «НВЦ „Борщагівський ХФЗ“» є підрозділи, що виконують такі функції[джерело?]:
- розробка інноваційних лікарських засобів і впровадження у виробництво нових технологій;
- клінічні випробування та фармнагляд;
- виробництво, контроль та нагляд за якістю продукції, що випускається;
- маркетинг, розповсюдження на ринку та реалізація.

### Продукція
Нині[коли?] БХФЗ випускає понад 120 найменувань лікарських засобів різних груп, серед яких — кверцетин, азитроміцин, ібупрофен, парацетамол тощо. На етапі розробки перебувало близько 25 нових препаратів[джерело?].
Виробничі потужності ПАТ «НВЦ „Борщагівський ХФЗ“» дозволяли випускати препарати різних лікарських форм[джерело?]:
- таблетки;
- капсули;
- порошки для розчину для ін'єкцій;
- сиропи та суспензії;
- водно-спиртові розчини;
- лініменти;
- мазі, гелі, креми;
- гранули;
- порошки, в тому числі нашкірні;
- ліофілізати для розчинів для ін'єкцій;
- розчини й концентрати для розчинів;
- субстанції, екстракти, що діють речовини в складі лікарських засобів

## Відзнаки та нагороди
У 2006 році Борщагівський хіміко-фармацевтичний завод нагороджено дипломом від Міністерства охорони навколишнього природного середовища України та медаллю «Народна шана» за екологічно чисте виробництво[джерело?].
У 2007 році колективний договір Борщагівського хіміко-фармацевтичного заводу на Всеукраїнському конкурсі Федерації профспілок України посів перше місце за найкращий колективний договір, ефективне ведення соціального діалогу й досягнення високих результатів у реалізації соціально-трудових прав та інтересів персоналу підприємства[джерело?].